# Liebfrauenkirche (Poperinge)

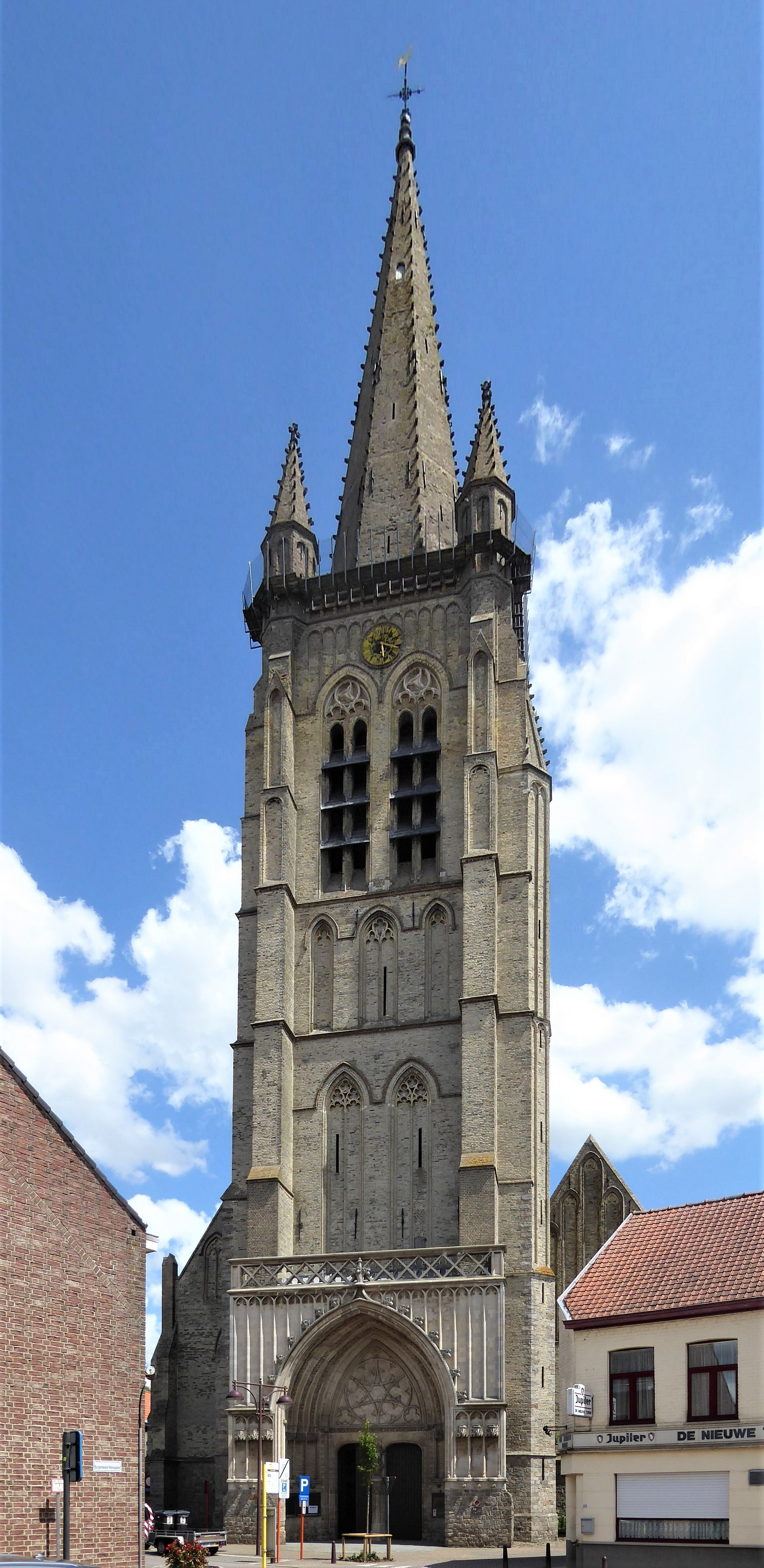
Liebfrauenkirche (Poperinge)

Die römisch-katholische Liebfrauenkirche (niederländisch Onze-Lieve-Vrouwekerk) ist eine gotische Backstein-Hallenkirche mit hohem Westturm, der das Stadtbild von Poperinge prägt. Die Kirche stammt aus dem Ende des 13. und 14. Jahrhunderts und ist aufgrund des Baumaterials, des Kirchengrundrisses und der architektonischen Ausschmückung typisch für die Backsteingotik der Küstenregion. Sie steht an der südöstlichen Seite des alten Stadtteils Cassel-Aardenburg und steht unter Denkmalschutz. Im Westen befindet sich die heutige Casselstraat, im Süden die Onze-Lieve-Vrouwekruisstraat, die an der Ost- und Nordseite des Gotteshauses abzweigt. Der Chor und die Kapelle befinden sich östlich bzw. nordöstlich der Kirche. Beide grenzen an einen kleinen Platz, der vermutlich nach der Schließung des Friedhofs aufgrund des Edikts von Joseph II. (1784) angelegt wurde.

## Geschichte

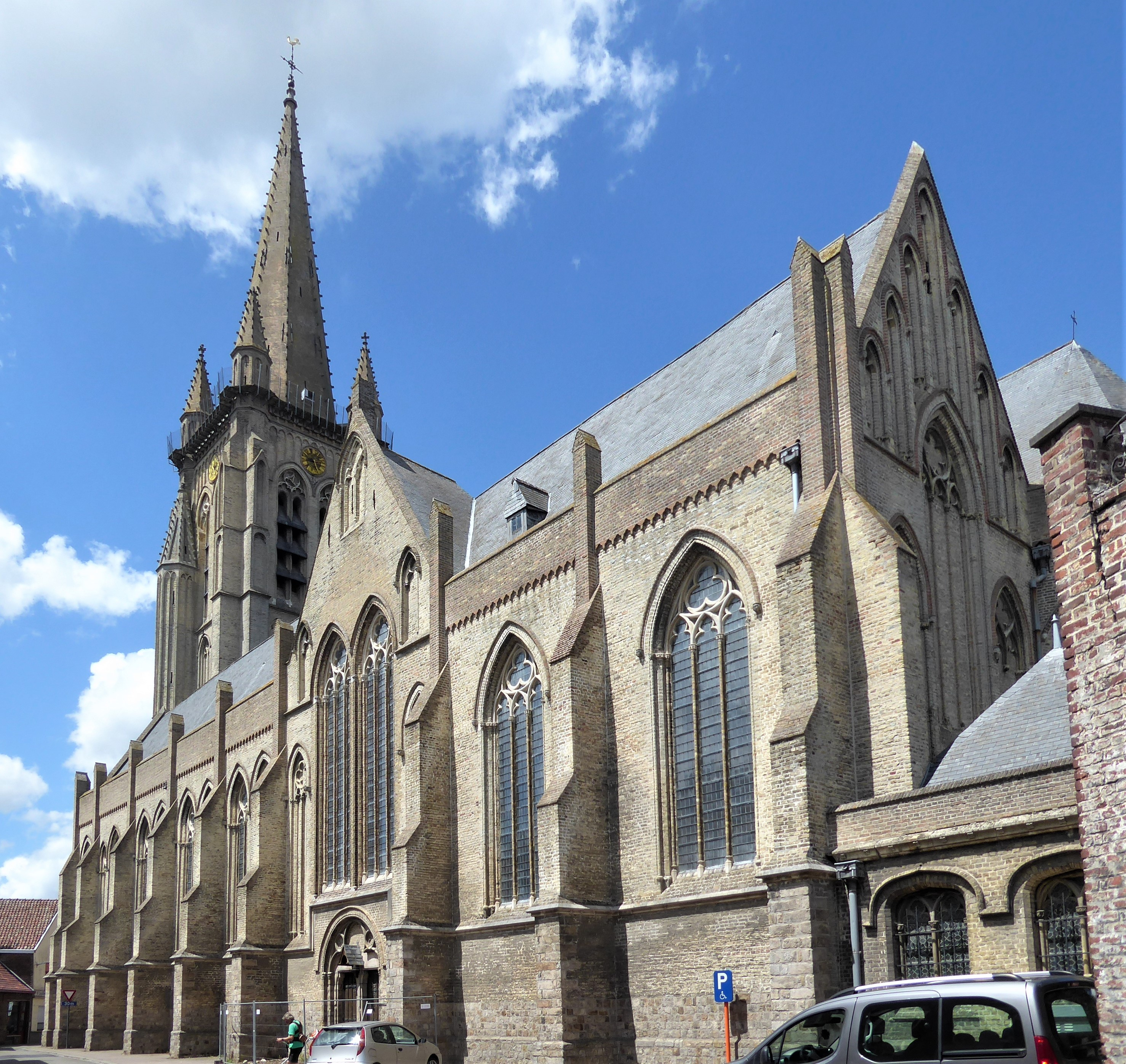
Ansicht von Südosten

Die älteste Aufzeichnung aus dem Jahr 1290 besagt, dass der Abt der Abtei Saint-Bertin in Saint-Omer und der Bischof von Terwaan der Stadt die Erlaubnis erteilten, zwei neue Kirchen zu bauen, die Liebfrauenkirche und die Johanneskirche. Einer der Gründe dafür war die Zunahme der Bevölkerung aufgrund des wirtschaftlichen Aufschwungs im 13. Jahrhundert. Ende des 13. und im Laufe des 14. Jahrhunderts begann der schrittweise Ausbau des Gotteshauses, der vermutlich mit dem Kirchenschiff und dem Hauptchor begann, wie man an den Säulen aus Tournai-Sandstein mit Knospenkapitellen erkennen kann. Es folgten die Umwandlung des östlichsten Mittelschiffs in ein Querschiff und der Bau von zwei Seitentürmen (in der zweiten Hälfte des 14. Jahrhunderts), die beide durch die Verwendung von Atrecht-Sandstein für die Säulen mit Kohlblattkapitellen gekennzeichnet sind. Der Westturm wurde wahrscheinlich um 1400 fertiggestellt.

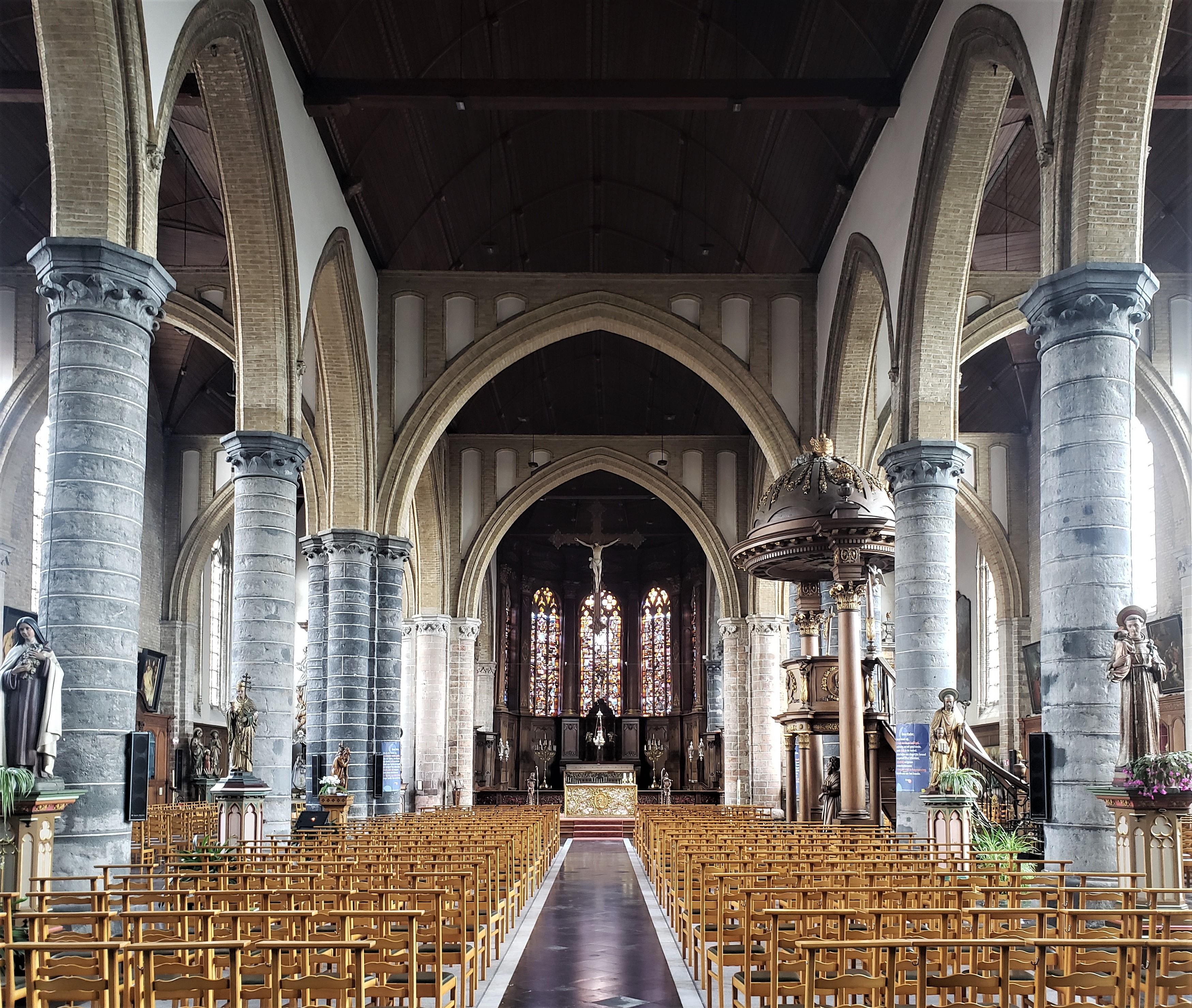
Innenansicht zum Chor

Die durch den Bildersturm in der zweiten Hälfte des 16. Jahrhunderts verursachten Schäden beschränkten sich auf die Kirchenausstattung. Im Jahr 1640 zerstörte eine Brandkatastrophe die Dacheindeckung. Um 1682 wurde der Westturm nach einem Blitzeinschlag repariert. Im Jahr 1692 wurden die Rippen durch ein Erdbeben beschädigt. Im Jahr 1780 wurde ein neuer Turm errichtet, obwohl der alte Turm gerade erst 1770 repariert worden war. Im Jahr 1779 wurde eine neue Sakristei gebaut. In den Jahren 1837–1838 wurde das Innere der Kirche unter der Leitung des Architekten J. Lernould aus Ypern dem vorherrschenden klassizistischen Stil entsprechend umgestaltet. Dazu gehörten die Entfernung der Kreuzgewölbe, der Verputz der Säulen, der Einbau einer Stuckdecke anstelle der hölzernen Spitztonnengewölbe, der Ersatz der Holzbalken durch eiserne Zuganker und die Vermauerung der Fenster in der Westfassade und im Hauptchor. Im Jahr 1850 wird ein neuer Turm aus Ziegeln und Haustein errichtet. In den Jahren 1868–1874 folgten Restaurierungsarbeiten unter der Leitung des Architekten J. Van Ysendyck (Brüssel) an den Fassaden (unter anderem wurde eine neue jochweise Brüstung aus Naturstein angebracht), das Maßwerk der Fenster und die Sakristeien. Wie die gleichzeitigen Restaurierungsarbeiten an den beiden anderen Stadtkirchen von Poperinge waren auch diese schon vor der Jahrhundertwende umstritten, sowohl wegen ihres stilistischen Charakters als auch wegen der technischen Ausführung (unter anderem wegen des schlechten Steinmaterials). Um 1890 wurden unter der Leitung des Architekten J. Soete aus Roeselare Reparaturarbeiten an den Fenstern, dem Westportal und der Brüstung durchgeführt. In den Jahren um 1905–1909 erfolgten Restaurierungsarbeiten unter der Leitung des Architekten J. Coomans (Ypern), die zu einer weitgehenden Wiederherstellung des ursprünglichen Aussehens des Kircheninneren führten, das durch die Umbauarbeiten von 1837 bis 1838 beeinträchtigt worden war. Außerdem wurde ein neuer Backsteinturm gebaut (1905). Nach dem Ersten Weltkrieg folgten Reparaturarbeiten. Nach dem Zweiten Weltkrieg wurde die Turmspitze unter der Leitung von O. Carpentier, einem Architekten aus Poperinge, restauriert. In den 1970er Jahren wurden schließlich unter der Leitung des Brügger Architekten P. Viérin Restaurierungsarbeiten am Dach, an den Fassaden und am Westportal durchgeführt. Eines der Merkmale der Restaurierungsarbeiten war die Wiederherstellung der ursprünglichen Backsteinarchitektur, die durch die Restaurierungen des 19. Jahrhunderts in Naturstein etwas beeinträchtigt worden war.

## Grundriss

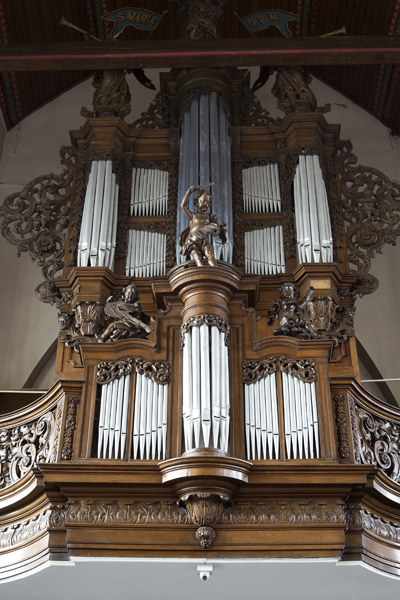
Orgelprospekt

Der Grundriss zeigt einen viereckigen Westturm, ein dreischiffiges Kirchenschiff mit viereinhalb Jochen, ein einjochiges, nicht hervortretendes Querschiff, einen Hauptturm und zwei Seitenchöre mit jeweils zwei geraden Jochen mit fünfseitigen und flachen Abschlüssen, eine nördliche Sakristei und einen südlichen Lagerraum.
Die Kirche besteht aus gelbem Backstein auf einem Sockel aus Atrecht-Sandstein; Naturstein wurde auch für die Portale und das Maßwerk in den Couronnements und in den Fensterbahnen verwendet. Das Dach ist mit Schiefergiebeldächern gedeckt, die von den höheren Dächern der Querhausarme unterbrochen werden.

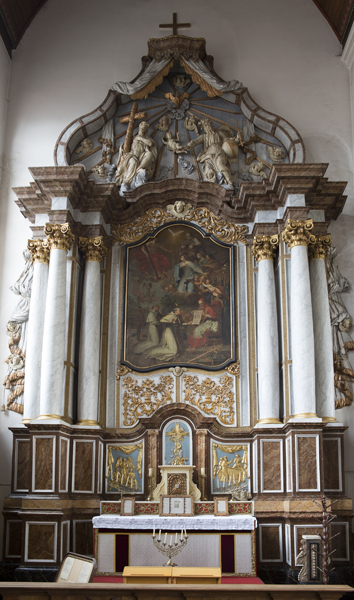
Altar im Nordchor

Die Westfassade wird von dem monumentalen quadratischen Westturm (um 1400) beherrscht, der dem typischen gotischen Schema der Küstenregion entspricht. Der Backsteinturm von 1905 steht ebenfalls in dieser Tradition des Turmbaus. Der Turm ist in vier Turmetagen gegliedert, die durch ein Gesims begrenzt sind. Abgewinkelte, gestufte Strebepfeiler stützen das Bauwerk. Der polygonale Treppenturm an der südlichen Turmwand ist mit einer gemauerten Spitze bekrönt. Aufgesetzte Korbbogenflügel prägen sowohl den oberen Teil der Eckstrebepfeiler als auch die Wände des Treppenturms.
Das Westportal aus Naturstein zwischen den Eckpfeilern stammt vermutlich aus dem 14. Jahrhundert. Die Verzierung der Archivolten mit Blumen und Früchten scheint aus dem 17. Jahrhundert zu stammen.
Das Spitzbogenportal im Westen ist mit kunstvollen Archivolten versehen, die von Nischen ohne Statuen überragt werden; typischer Kielbogen mit Türmchen und zentralem Kruzifix; das Bogenfeld ist mit Stern- und Dreipass-Maßwerk versehen; zwei Korbbogentüren sind durch ein mit einer Statue der Muttergottes mit Kind geschmücktes Pendentif getrennt (wohl aus dem 17. Jahrhundert). Die in den 1970er Jahren restaurierte Fassade wird durch ein blindes Maßwerk mit Vordächern auf Höhe der Pfosten belebt; das Ganze wird von einer jochweisen Brüstung abgegrenzt. Das erste Turmsegment wird durch eine spitze Abzweigung in der Nord- und Südfassade unterbrochen. Das zweite und dritte Obergeschoss werden durch spitz zulaufende Rahmen mit Maßwerk (Dreipässe) in den Köpfen unter verlängertem Traufgesims belebt. An jeder Turmseite befinden sich zwei spitz zulaufende, geteilte Schallöffnungen mit spätgotischem Maßwerk (unter anderem mit Fischblasenmotiv); die Traufgesimse passen zum vorgeblendeten Korbbogenmaßwerk unter dem umgebenden Gesims. Die geschlossene Brüstung ist mit Korbbogeneinschnitten versehen, unterbrochen von zinnenförmigen Ecktürmen. Der sechsseitige Backsteinturm ist an den Ecken mit Ecktürmchen verziert.

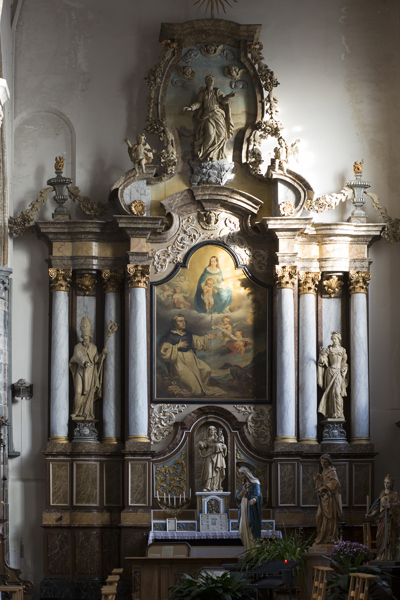
Altar im Südchor

Die Westgiebel der Seitenschiffe sind mit zugemauertem dreibahnigem Fenster mit drei- und vierblättrigem Maßwerk und Verdachung gegliedert. Letzteres schließt an die südliche Giebelseite an, die mit aufsteigenden Spitzbogenfenstern mit eingeschriebenem Dreipass am Kopf verziert ist. Die nördliche Giebelseite zeigt ein Korbbogenfenster zwischen zwei Lanzetten unter dem Traufgesims; darüber jeweils ein blindes Rundfenster mit beschriftetem Vierpass und ein Korbbogenfenster. In den nördlichen und südlichen Seitenschiffen werden die Joche rhythmisch durch dreifach abgestufte Strebepfeiler unterbrochen, die sich an den abgesetzten Winkeln der westlichen Giebel orientieren und in den nüchternen Fialen der leicht auskragenden geschlossenen Brüstung (Backstein) auf einem Fries aus dunklem Backstein gipfeln. Pro Feld sind zwei Spitzbogenfenster unter einem auf Köpfen ruhenden Traufgesims sichtbar; nur ein Spitzbogenfenster unterbricht das erste (halbe) und zweite Feld. Zwei spitz zulaufende Nischen flankieren das Fenster im letztgenannten Feld, außerdem eine zugemauerte Rundbogentür in Natursteinrahmen im Norden und eine in einen Rundbogenrahmen aus Atrecht-Sandstein eingelassene Schulterbogentür im Süden.

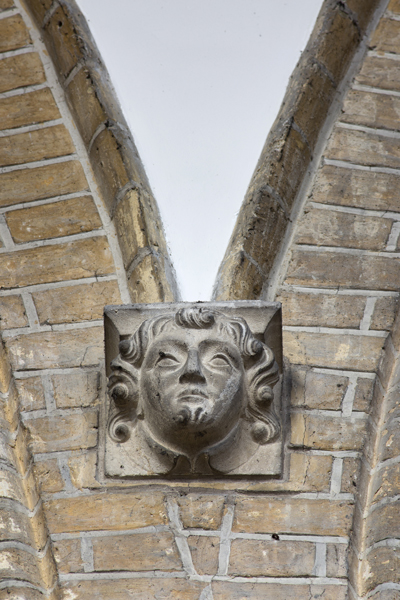
Südliche Arkadenseite

Der Querhausgiebel schließt mit einem Ziegelaufsatz. Das erhaltene Nordportal aus Naturstein zeigt zwei gekuppelte Bogentüren in rundbogigem Rahmen mit profilierten Archivolten auf Halbsäulen mit Blattkapitellen; das Bogenfeld mit Dreipassmaßwerk und kleiner Portalstatue Unserer Lieben Frau vom Heiligen Johannes unter Holzbaldachin (20. Jahrhundert). Das ähnliche Südportal wurde zugemauert. Über den Portalen verbinden sich zwei gekoppelte dreibahnige Spitzbogenfenster unter einer Verdachung mit zwei spitzbogigen Flügeln in Höhe der Maßwerke, die bis zu den Reparaturarbeiten nach dem Ersten Weltkrieg, die zu einem sechsbahnigen Fenster führten, in einem breiten Spitzbogenrahmen eingefasst waren (siehe Spuren). Die südliche Giebelseite wird durch eine Spitzbogennische mit Maßwerk verziert; weitere Nischen und Blendarkaden mit Maßwerk befinden sich an der nördlichen Giebelseite.
Die nördlichen und südlichen Seitenchorgiebel sowie das fünfseitige Hauptchorfenster sind wie die Seitenschiffe gestützt und verkleidet, jedoch mit einem dreibahnigen Fenster pro Joch, das ansonsten die gleichen Merkmale wie die Seitenschiffsfenster aufweist.
Die flachen, giebelständigen Seitenkapellen sind durch ein zugemauertes, spitzbogiges vierbahniges Fenster zwischen kleineren Spitzbogenflügeln gekennzeichnet, die alle mit Maßwerk versehen sind. Die Giebelspitzen sind mit aufsteigenden Spitzbogenfenstern verziert (siehe den westlichen Giebel des südlichen Seitenschiffs). Die nördlich angrenzende Sakristei und der südliche Lagerraum haben ein Stockwerk und zwei Joche unter einem Schieferdach. Sie zeigen eine neugotische Gestaltung (Restaurierung aus dem 19. Jahrhundert), die sich am Baustil des Gotteshauses orientiert.
Der teilweise weiß getünchte Innenraum zeigt den für eine Hallenkirche typischen großzügigen Charakter. Unter dem Turm befindet sich ein Portalraum, der mit einem gemauerten Kreuzgewölbe mit Natursteinrippen und einem so genannten Glockenloch bedeckt ist. Das Gewölbe stammt wahrscheinlich aus der Zeit um 1863, nachdem das – wohl ursprüngliche – Turmgewölbe eingestürzt war.
Das Mittelschiff und die Seitenschiffe sind durch gemauerte Spitzbogenarkaden auf Tournai-Steinsäulen mit Knospenkapitellen getrennt; die westlichen Halbsäulen sind aus Atrecht-Sandstein. Über den Diagonalbögen, sowohl im Mittel- als auch im Seitenschiff, befindet sich ein von Kragsteinen getragener Spitzbogenrahmen in Form eines Kopfes. Im Querschiff befinden sich gemauerte Bögen, über denen die Wände nicht bis zum Dach reichen und die mit Rundbogenfenstern belebt sind. Die zusammengesetzten Vierungspfeiler (Vierpass-Querschnitt) aus Naturstein (unter anderem Atrecht-Sandstein) sind mit Kohlblattkapitellen ausgestattet. Mittel- und Seitenchor sind durch Spitzbögen getrennt, die im Norden aus Backstein auf achteckigen Säulen aus Atrecht-Sandstein mit Kohlblattkapitellen und im Süden aus Tournai-Stein und Backstein auf Säulen aus Tournai-Stein mit Knospenkapitellen bestehen.
Das Dach wurde durch drei verlängerte hölzerne Spitzbogengewölbe gebildet, die strahlenförmig in Höhe des Hauptchors und mit zwei Dächern im Querschiff angeordnet sind; hölzerne Zuganker stammen aus den Jahren 1905–1909.

## Ausstattung
Die Ausstattung stammt hauptsächlich aus dem 18. Jahrhundert. Im südlichen Querschiff ist ein Gemälde Auferweckung des Lazarus (Leinwand) aus der ersten Hälfte des 17. Jahrhunderts zu sehen. Im Mittelschiff, in der Nähe des Portals befinden sich zwei Reliquienschreine aus der Mitte des 18. Jahrhunderts, jeweils mit einer Büste der Heiligen Anna und der Heiligen Apollonia von Alexandria (Holz). An der Westfassade des nördlichen Seitenschiffs ist die Skulpturengruppe Jesus im Grab, umgeben von den drei Marien, Johannes, Joseph von Arimathäa und Nikodemus (Marmor) aus dem 18. Jahrhundert. Im nördlichen Seitenschiff steht die Skulptur eines knienden und gefesselten Sklaven über einem Opferblock (polychromes Holz) aus dem 17. Jahrhundert (?). Im nördlichen Querschiff steht die Skulptur Mariä Unbefleckte Empfängnis mit Zepter und Kind auf Mondsichel stehend, eine Schlange zertretend in verglaster Nische (Eiche) aus dem 18. Jahrhundert. Im südlichen Querschiff steht ein Reliquienschrein mit Büste des Heiligen Eligius von Noyon (bemaltes und vergoldetes Holz) aus dem 18. Jahrhundert.
An der Südseite des Chors steht eine Skulptur des Heiligen Rochus von Montpellier (polychromiertes Holz), 17. Jahrhundert. An der Nordseite des Chors ist ein Altaraufbau (bemaltes und marmoriertes Holz) aus der Zeit um 1750 aufgestellt, u. a. mit einer gemalten Darstellung der Gründung des Dreifaltigkeitsordens; ein hölzernes Antependium ist mit einer Darstellung der Heiligen Barbara, Mitte des 18. Jahrhunderts gestaltet. An der Südseite des Chores steht ein der Muttergottes geweihter Altaraufsatz (bemaltes und marmoriertes Holz) aus der Zeit um 1750, u. a. mit einem Gemälde der Muttergottes mit Kind, die dem heiligen Dominikus de Guzman den Rosenkranz reicht. Die Eichenvertäfelung, Geländer und eine Kirchenbank im Hauptchor wurden von E. Wallyn (Poperinge) geschaffen, im Rokokostil aus der Mitte des 18. Jahrhunderts. Die hölzerne Kommunionbank aus dem 18. Jahrhundert im Rokokostil im Hauptchor wird J. B. Jonckers zugeschrieben. Die neueren hölzernen Kommunionbänke in den Seitenchören enthalten Fragmente des ehemaligen Retabels vom Hauptaltar aus dem 18. Jahrhundert.
Die Kanzel aus Eichenholz entstand nach einem Entwurf des Architekten J. Lernould (Ypern) von 1833. Die Kanzel der St.-Salvator-Kathedrale in Brügge (1777–1778), die von H. Pulinx jr. angefertigt wurde, diente als Beispiel. Vier Beichtstühle aus Eichenholz, jeweils zwei in den Seitenschiffen und zwei im Querschiff, des dreiteiligen Typs vom Ende des 18. bis zur ersten Hälfte des 19. Jahrhunderts gehören ebenfalls zur Ausstattung. Die Orgel von 1715, die J. van den Eynde aus Ypern zugeschrieben wird, hat heute 26 Register auf zwei Manualen und Pedal. Das Taufbecken aus weißem und schwarzem Marmor stammt von 1788.

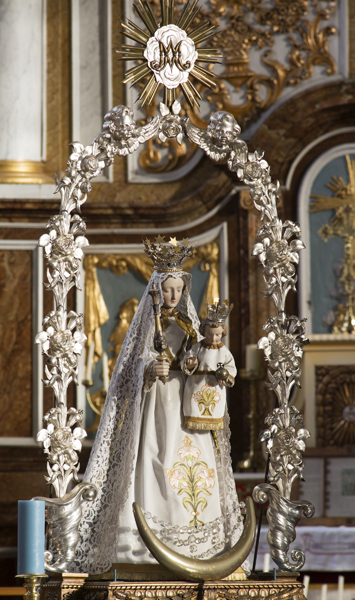
Mondsichelmadonna
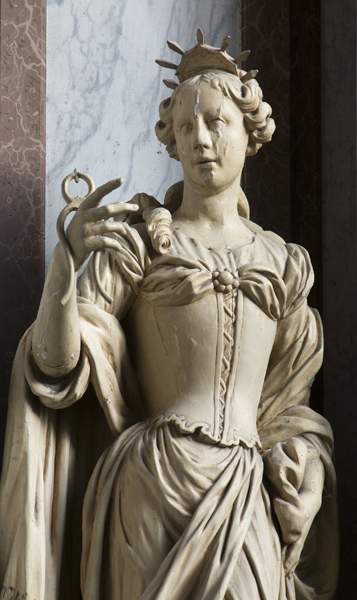
Apollonia
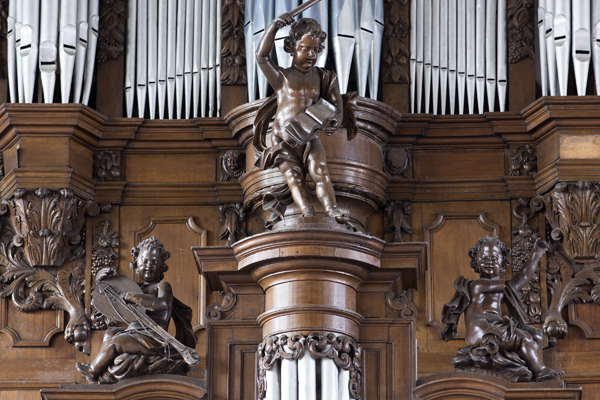
Orgel
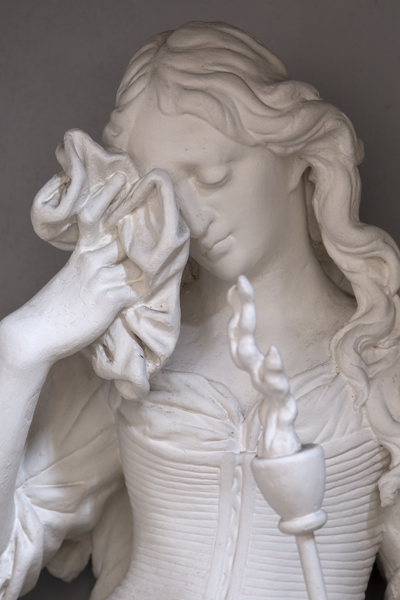
Grablegung
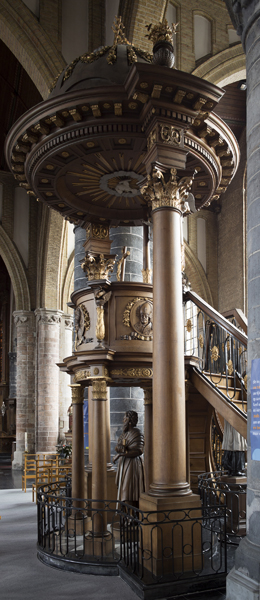
Kanzel